# Koo Koo (album)
| Recensione | Giudizio |
| ---------- | -------- |
| AllMusic   | [ 1 ]    |

Koo Koo è un album discografico di Zoot Sims con Phil Woods e Jon Eardley, pubblicato dall'etichetta discografica Status Records nel febbraio del 1965.

## Tracce
Lato A
1. Leap Year – 4:56 (George Syran)
2. There's No You – 5:44 (Hal Hopper, Tom Adair)
3. On the Minute – 8:00 (Jon Eardley)

Lato B
1. Ladders – 5:13 (Jon Eardley)
2. Koo Koo – 5:47 (Jon Eardley)
3. Eard's Word – 5:11 (Phil Woods)

## Musicisti
- Zoot Sims - sassofono tenore
- Jon Eardley - tromba
- Phil Woods - sassofono alto
- Milt Gold - trombone
- George Syran - pianoforte
- Teddy Kotick - contrabbasso
- Nick Stabulas - batteria

Note aggiuntive
- Bob Weinstock - produttore e supervisore
- Registrazioni effettuate il 13 gennaio 1956 al Rudy Van Gelder Studio di Hackensack, New Jersey (Stati Uniti)
- Rudy Van Gelder - ingegnere delle registrazioni
- Ira Gitler - note retrocopertina album[3]